# NGC 4856
NGC 4856 (другие обозначения — MCG -2-33-78, UGCA 313, PGC 44582) — галактика в созвездии Девы.
Галактика довольно сильно наклонена к картинной плоскости, но бар хорошо заметен, хотя не наблюдается на изображениях в ближнем инфракрасном диапазоне. На радиусе, равном размеру бара, наблюдается «излом» профиля поверхностной яркости диска.
Этот объект входит в число перечисленных в оригинальной редакции «Нового общего каталога».